# Maciej Kazimierz Sarbiewski

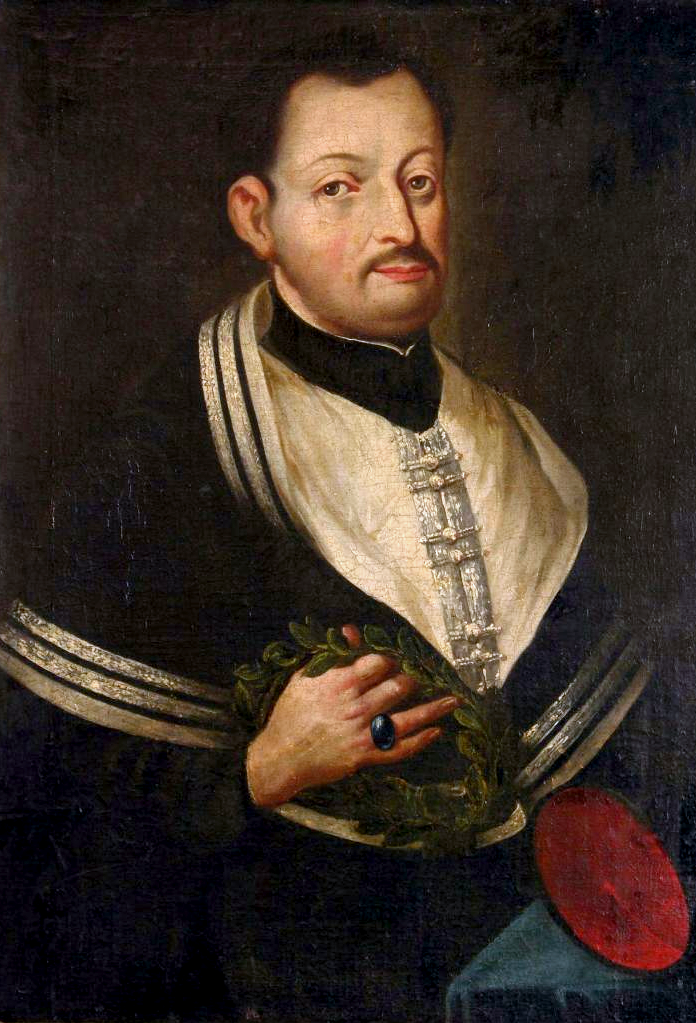
Maciej Kazimierz Sarbiewski.

Maciej Kazimierz Sarbiewski, född 24 februari 1595, död 2 april 1640, var en polsk-latinsk skald av litauisk börd.
Sarbiewski studerade vid akademien i Vilna, inträdde 1612 i jesuitorden, blev professor i filosofi och teologi vid Vilnas akademi och kung  Wladyslaws hovpredikant. Hans latinska diktning, varav mycket gått förlorat, utgörs huvudsakligen av oden och dityramber: Luricorum, Silviludia, Miscellanea, Epigrammata och Posthuma. På sin tid firad som "polsk Horatius" och av påven Urban VIII utmärkt med guldmedalj och lagerkrans, var han dock något överskattad och framträdde, sedan det polska språket redan inträtt i sin "guldålder". En god upplaga av hans skrifter utkom i Antwerpen 1632, den senaste i "Biblioteca poétarum latinorum" (1840) samt dikter (1892). Polsk översättning av Syrokomla (1872). Han har blivit föremål för monografier av Langbein, "Commentarii de M. C. Sarbievii vita, studiis et scriptis" (1574), och Kolanowski, "De M. C. Sarbievio, Polonico Horatio" (1842).